# Amici di Maria De Filippi (dodicesima edizione, fase iniziale)
La dodicesima edizione del talent show musicale Amici di Maria De Filippi è andata in onda nella sua fase iniziale dal 24 novembre 2012 al 16 marzo 2013 su Canale 5 con lo speciale del sabato pomeriggio in onda dalle 14:10 alle 16:00 con la conduzione di Maria De Filippi, mentre dal 14 gennaio 2013 anche in fascia pomeridiana dal lunedì al venerdì. Le prime cinque puntate del sabato sono servite come casting per la scelta dei nuovi allievi, mentre la formazione della classe è avvenuta il 4 gennaio 2013 ed è andata in onda su Canale 5 sabato 12 gennaio 2013. Sul sito ufficiale del programma, proprio il 4 gennaio 2013, la redazione ha deciso di pubblicare immediatamente la rosa di 26 partecipanti (16 cantanti e 10 ballerini), a cui si sarebbe aggiunto il vincitore del concorso Fanta, Pasquale di Nuzzo. Da sabato 6 aprile con la prima puntata in prima serata è iniziata la fase serale di questa edizione.
Per la prima volta, entrano nella scuola due allievi di break dance, Antonio Parisi e Antonio Donadio, e due rapper, Moreno Donadoni e Amnesia. 

## Concorrenti
| Canto                                            | Canto                                            | Canto                                            |                       | Ballo                                                        | Ballo                                                        | Ballo                                                        |
| Professori                                       | Professori                                       | Professori                                       | Professori            | Professori                                                   | Professori                                                   | Professori                                                   |
| ------------------------------------------------ | ------------------------------------------------ | ------------------------------------------------ | --------------------- | ------------------------------------------------------------ | ------------------------------------------------------------ | ------------------------------------------------------------ |
| - Mara Maionchi - Rudy Zerbi - Grazia Di Michele | - Mara Maionchi - Rudy Zerbi - Grazia Di Michele | - Mara Maionchi - Rudy Zerbi - Grazia Di Michele |                       | - Luciano Cannito - Alessandra Celentano - Garrison Rochelle | - Luciano Cannito - Alessandra Celentano - Garrison Rochelle | - Luciano Cannito - Alessandra Celentano - Garrison Rochelle |
| Concorrenti                                      |                                                  |                                                  |                       |                                                              |                                                              |                                                              |
| Posizione                                        | Nome                                             | Disciplina                                       |                       | Posizione                                                    | Nome                                                         | Disciplina                                                   |
| 1                                                | Moreno Donadoni                                  | rap                                              | 3                     | Nicolò Noto                                                  | classico                                                     |                                                              |
| 2                                                | Greta Manuzi                                     | canto                                            | 5                     | Pasquale Di Nuzzo                                            | ballo                                                        |                                                              |
| 4                                                | Verdiana Zangaro                                 | canto                                            | 7                     | Lorella Boccia                                               | ballo                                                        |                                                              |
| 6                                                | Ylenia Morganti                                  | canto                                            | 9                     | Antonio Parisi                                               | break                                                        |                                                              |
| 8                                                | Edwyn Roberts                                    | cantautorato                                     | 10                    | Marta Marino                                                 | ballo                                                        |                                                              |
| 11                                               | Emanuele Corvaglia                               | cantautorato                                     | 14                    | Antonio "Anthony" Donadio                                    | break                                                        |                                                              |
| 12                                               | Angela Semerano                                  | canto                                            | Martina Monaco        | Martina Monaco                                               | ballo                                                        |                                                              |
| 13                                               | Costanzo Del Pinto                               | canto                                            | Andrea Attila Felice  | Andrea Attila Felice                                         | ballo                                                        |                                                              |
| 15                                               | Andrea Di Giovanni                               | canto                                            | Etienne Pezzuto       | Etienne Pezzuto                                              | ballo                                                        |                                                              |
| 16                                               | Chiara Provvidenza                               | canto                                            | Antonio "Anto" Minini | Antonio "Anto" Minini                                        | ballo                                                        |                                                              |
| Irene Rausa                                      | Irene Rausa                                      | canto                                            | Leonardo Bizzarri     | Leonardo Bizzarri                                            | ballo                                                        |                                                              |
| Ruben Mendes                                     | Ruben Mendes                                     | canto                                            | Giacomo Garavini      | Giacomo Garavini                                             | hip hop                                                      |                                                              |
| Lorenzo "Amnesia" Venera                         | Lorenzo "Amnesia" Venera                         | rap                                              | Nicole Marin          | Nicole Marin                                                 | hip hop                                                      |                                                              |
| Cristina Sangiorgio                              | Cristina Sangiorgio                              | canto                                            |                       |                                                              |                                                              |                                                              |
| Federica Filannino                               | Federica Filannino                               | cantautorato                                     |                       |                                                              |                                                              |                                                              |
| Giosuè Amato                                     | Giosuè Amato                                     | canto                                            |                       |                                                              |                                                              |                                                              |
| Marika Calabrese                                 | Marika Calabrese                                 | canto                                            |                       |                                                              |                                                              |                                                              |
| Davide Sacha Carella                             | Davide Sacha Carella                             | canto                                            |                       |                                                              |                                                              |                                                              |
| Nicola Rosafio                                   | Nicola Rosafio                                   | canto                                            |                       |                                                              |                                                              |                                                              |

## Tabellone delle verifiche
Legenda:

     Corsa sospesa

     Riconfermato

     In sfida

     In sfida immediata

     Vince la sfida

     Esaminato da una commissione esterna

     Entra nella scuola

 Giudizio espresso da Di Michele

 Giudizio espresso da Zerbi

 Giudizio espresso da Maionchi

 Giudizio espresso da Garrison

 Giudizio espresso da Celentano

 Giudizio espresso da Cannito

 Semaforo Rosso

 Semaforo Giallo

 Semaforo Verde

 Entra a far parte della squadra BIANCA

 Entra a far parte della squadra BLU

     Accede al serale

     Ritirato/Infortunato

     Eliminato
     Salvato dagli altri professori

### Ballo
| Settimana     | 1           | 2           | 2           | 3           | 4           | 4           | 5                                                     | 5                                                     | 6                                                     | 7                                                     | 8                                                     | 9                                                     | 9                                                     | 10                                                    |
| ------------- | ----------- | ----------- | ----------- | ----------- | ----------- | ----------- | ----------------------------------------------------- | ----------------------------------------------------- | ----------------------------------------------------- | ----------------------------------------------------- | ----------------------------------------------------- | ----------------------------------------------------- | ----------------------------------------------------- | ----------------------------------------------------- |
| Nicolò        |             |             | N.D.        |             |             |             |                                                       |                                                       |                                                       | N.D.                                                  |                                                       |                                                       |                                                       |                                                       |
| Lorella       |             |             | N.D.        |             |             | N.D.        |                                                       | N.D.                                                  |                                                       |                                                       |                                                       |                                                       |                                                       |                                                       |
| Marta         |             |             | N.D.        |             |             |             |                                                       | N.D.                                                  |                                                       | N.D.                                                  |                                                       |                                                       |                                                       |                                                       |
| Antonio       | N.D.        |             |             |             |             | N.D.        | N.D.                                                  |                                                       |                                                       |                                                       |                                                       |                                                       |                                                       |                                                       |
| Anthony       | Non in gara | Non in gara | Non in gara | Non in gara | Non in gara | Non in gara |                                                       |                                                       |                                                       |                                                       |                                                       |                                                       |                                                       |                                                       |
| Pasquale      | Non in gara |             | N.D.        |             | N.D.        | N.D.        | N.D.                                                  | N.D.                                                  |                                                       |                                                       | N.D.                                                  |                                                       |                                                       |                                                       |
| Martina       |             |             | N.D.        | N.D.        |             | N.D.        | N.D.                                                  | N.D.                                                  |                                                       | N.D.                                                  | N.D.                                                  |                                                       |                                                       |                                                       |
| Andrea Attila | N.D.        |             |             | N.D.        |             | N.D.        | N.D.                                                  | N.D.                                                  | N.D.                                                  |                                                       |                                                       |                                                       |                                                       |                                                       |
| Etienne       |             |             |             | N.D.        | N.D.        | N.D.        | N.D.                                                  | N.D.                                                  | N.D.                                                  |                                                       |                                                       |                                                       |                                                       |                                                       |
| Anto          | Non in gara | Non in gara | Non in gara | Non in gara | Non in gara | Non in gara |                                                       |                                                       |                                                       |                                                       |                                                       |                                                       |                                                       |                                                       |
| Leonardo      | N.D.        | N.D.        | N.D.        |             |             | N.D.        |                                                       | PERDE la sfida contro Anto                            | PERDE la sfida contro Anto                            | PERDE la sfida contro Anto                            | PERDE la sfida contro Anto                            | PERDE la sfida contro Anto                            | PERDE la sfida contro Anto                            | PERDE la sfida contro Anto                            |
| Giacomo       | N.D.        | N.D.        | N.D.        | N.D.        |             |             | ELIMINATO dalla produzione a seguito di un infortunio | ELIMINATO dalla produzione a seguito di un infortunio | ELIMINATO dalla produzione a seguito di un infortunio | ELIMINATO dalla produzione a seguito di un infortunio | ELIMINATO dalla produzione a seguito di un infortunio | ELIMINATO dalla produzione a seguito di un infortunio | ELIMINATO dalla produzione a seguito di un infortunio | ELIMINATO dalla produzione a seguito di un infortunio |
| Nicole        |             |             |             |             |             |             | ELIMINATA da una commissione esterna                  | ELIMINATA da una commissione esterna                  | ELIMINATA da una commissione esterna                  | ELIMINATA da una commissione esterna                  | ELIMINATA da una commissione esterna                  | ELIMINATA da una commissione esterna                  | ELIMINATA da una commissione esterna                  | ELIMINATA da una commissione esterna                  |

### Canto
| Verdiana     | N.D.        |             |             |             | N.D.                                            | N.D.                                            |                                                 |                                                 |                                                 |                                                 |                                                 | N.D.                                            |                                                 |                                                 |                                                 |                                                 |                                                 |                                                 |                                                 |                                                 |                                                 |                                                 |                               |                               |                               |                               |  |
| Costanzo     | N.D.        | N.D.        |             |             | N.D.                                            |                                                 | N.D.                                            | N.D.                                            |                                                 |                                                 |                                                 | N.D.                                            | N.D.                                            |                                                 |                                                 |                                                 |                                                 |                                                 |                                                 |                                                 |                                                 |                                                 |                               |                               |                               |                               |  |
| Angela       |             |             |             |             | N.D.                                            | N.D.                                            |                                                 |                                                 |                                                 |                                                 |                                                 | N.D.                                            | N.D.                                            |                                                 |                                                 |                                                 |                                                 |                                                 |                                                 |                                                 |                                                 |                                                 |                               |                               |                               |                               |  |
| Moreno       | Non in gara | Non in gara | Non in gara | Non in gara | Non in gara                                     | Non in gara                                     | Non in gara                                     |                                                 |                                                 |                                                 |                                                 |                                                 |                                                 | N.D.                                            |                                                 |                                                 |                                                 |                                                 |                                                 |                                                 |                                                 |                                                 |                               |                               |                               |                               |  |
| Ylenia       |             |             |             |             |                                                 |                                                 | N.D.                                            |                                                 |                                                 |                                                 |                                                 | N.D.                                            |                                                 |                                                 |                                                 |                                                 |                                                 |                                                 |                                                 |                                                 |                                                 |                                                 |                               |                               |                               |                               |  |
| Emanuele     | N.D.        |             |             |             |                                                 |                                                 |                                                 | N.D.                                            |                                                 |                                                 |                                                 | N.D.                                            |                                                 |                                                 |                                                 |                                                 |                                                 |                                                 |                                                 |                                                 |                                                 |                                                 |                               |                               |                               |                               |  |
| Edwyn        | N.D.        |             |             | N.D.        |                                                 |                                                 |                                                 | N.D.                                            |                                                 |                                                 |                                                 | N.D.                                            | N.D.                                            |                                                 |                                                 |                                                 |                                                 |                                                 |                                                 |                                                 |                                                 |                                                 |                               |                               |                               |                               |  |
| Andrea       | Non in gara | Non in gara | Non in gara | Non in gara | Non in gara                                     | Non in gara                                     | Non in gara                                     | Non in gara                                     | Non in gara                                     | Non in gara                                     | Non in gara                                     |                                                 | N.D.                                            |                                                 |                                                 |                                                 |                                                 |                                                 |                                                 |                                                 |                                                 |                                                 |                               |                               |                               |                               |  |
| Chiara       | N.D.        |             |             | N.D.        |                                                 | N.D.                                            |                                                 | N.D.                                            |                                                 |                                                 | N.D.                                            | N.D.                                            | N.D.                                            | N.D.                                            |                                                 |                                                 |                                                 |                                                 |                                                 |                                                 |                                                 |                                                 |                               |                               |                               |                               |  |
| Greta        |             |             |             |             | N.D.                                            | N.D.                                            |                                                 |                                                 | N.D.                                            | N.D.                                            |                                                 |                                                 |                                                 | N.D.                                            | N.D.                                            |                                                 |                                                 |                                                 |                                                 |                                                 |                                                 |                                                 |                               |                               |                               |                               |  |
| Irene        |             |             |             | N.D.        |                                                 | N.D.                                            |                                                 |                                                 |                                                 | N.D.                                            | N.D.                                            | N.D.                                            | N.D.                                            |                                                 |                                                 |                                                 |                                                 |                                                 |                                                 |                                                 |                                                 |                                                 |                               |                               |                               |                               |  |
| Ruben        |             |             |             |             |                                                 | N.D.                                            |                                                 |                                                 |                                                 | N.D.                                            | N.D.                                            | N.D.                                            |                                                 |                                                 | [ 1 ]                                           | [ 1 ]                                           | [ 1 ]                                           | [ 1 ]                                           | [ 1 ]                                           | [ 1 ]                                           | [ 1 ]                                           | [ 1 ]                                           | [ 1 ]                         | [ 1 ]                         | [ 1 ]                         | [ 1 ]                         |  |
| Amnesia      | Non in gara | Non in gara | Non in gara | Non in gara | Non in gara                                     | Non in gara                                     | Non in gara                                     | Non in gara                                     | Non in gara                                     |                                                 | N.D.                                            | N.D.                                            | N.D.                                            | N.D.                                            | RITIRATO per motivi personali                   | RITIRATO per motivi personali                   | RITIRATO per motivi personali                   | RITIRATO per motivi personali                   | RITIRATO per motivi personali                   | RITIRATO per motivi personali                   | RITIRATO per motivi personali                   | RITIRATO per motivi personali                   | RITIRATO per motivi personali | RITIRATO per motivi personali | RITIRATO per motivi personali | RITIRATO per motivi personali |  |
| Cristina     |             |             | N.D.        |             | N.D.                                            | N.D.                                            |                                                 |                                                 | N.D.                                            |                                                 | N.D.                                            | N.D.                                            | N.D.                                            |                                                 |                                                 |                                                 |                                                 |                                                 |                                                 |                                                 |                                                 |                                                 |                               |                               |                               |                               |  |
| Federica     | N.D.        |             |             | N.D.        | N.D.                                            | N.D.                                            | N.D.                                            |                                                 | N.D.                                            | N.D.                                            | N.D.                                            | N.D.                                            |                                                 |                                                 |                                                 |                                                 |                                                 |                                                 |                                                 |                                                 |                                                 |                                                 |                               |                               |                               |                               |  |
| Giosuè       | N.D.        | N.D.        |             | N.D.        | N.D.                                            | N.D.                                            |                                                 | [ 2 ]                                           |                                                 |                                                 | ELIMINATO con il consenso di tutti i professori | ELIMINATO con il consenso di tutti i professori | ELIMINATO con il consenso di tutti i professori | ELIMINATO con il consenso di tutti i professori | ELIMINATO con il consenso di tutti i professori | ELIMINATO con il consenso di tutti i professori | ELIMINATO con il consenso di tutti i professori | ELIMINATO con il consenso di tutti i professori | ELIMINATO con il consenso di tutti i professori | ELIMINATO con il consenso di tutti i professori | ELIMINATO con il consenso di tutti i professori | ELIMINATO con il consenso di tutti i professori |                               |                               |                               |                               |  |
| Marika       | N.D.        |             |             | N.D.        |                                                 | N.D.                                            | N.D.                                            |                                                 |                                                 | RITIRATA per motivi personali                   | RITIRATA per motivi personali                   | RITIRATA per motivi personali                   | RITIRATA per motivi personali                   | RITIRATA per motivi personali                   | RITIRATA per motivi personali                   | RITIRATA per motivi personali                   | RITIRATA per motivi personali                   | RITIRATA per motivi personali                   | RITIRATA per motivi personali                   | RITIRATA per motivi personali                   | RITIRATA per motivi personali                   |                                                 |                               |                               |                               |                               |  |
| Davide Sacha | N.D.        | N.D.        |             | N.D.        |                                                 | ELIMINATO con il consenso di tutti i professori | ELIMINATO con il consenso di tutti i professori | ELIMINATO con il consenso di tutti i professori | ELIMINATO con il consenso di tutti i professori | ELIMINATO con il consenso di tutti i professori | ELIMINATO con il consenso di tutti i professori | ELIMINATO con il consenso di tutti i professori | ELIMINATO con il consenso di tutti i professori | ELIMINATO con il consenso di tutti i professori | ELIMINATO con il consenso di tutti i professori | ELIMINATO con il consenso di tutti i professori | ELIMINATO con il consenso di tutti i professori |                                                 |                                                 |                                                 |                                                 |                                                 |                               |                               |                               |                               |  |
| Nicola       |             | N.D.        |             |             | ELIMINATO con il consenso di tutti i professori | ELIMINATO con il consenso di tutti i professori | ELIMINATO con il consenso di tutti i professori | ELIMINATO con il consenso di tutti i professori | ELIMINATO con il consenso di tutti i professori | ELIMINATO con il consenso di tutti i professori | ELIMINATO con il consenso di tutti i professori | ELIMINATO con il consenso di tutti i professori | ELIMINATO con il consenso di tutti i professori | ELIMINATO con il consenso di tutti i professori | ELIMINATO con il consenso di tutti i professori | ELIMINATO con il consenso di tutti i professori | ELIMINATO con il consenso di tutti i professori | ELIMINATO con il consenso di tutti i professori |                                                 |                                                 |                                                 |                                                 |                               |                               |                               |                               |  |

## Riepilogo settimanale

### Settimana 1[3]
Con la puntata di sabato 12 gennaio 2013 si è formata la nuova classe composta di 26 alunni di cui 16 cantanti e 10 ballerini. I cantanti indossano una tuta nera, mentre i ballerini ne indossano una gialla.

Nel corso della settimana, alcuni allievi sono stati valutati dai seguenti professori di canto e di ballo:
| Professore           |         | Candidato     |  | Risultato     |
| -------------------- | ------- | ------------- |  | ------------- |
|                      |         |               |  |               |
| Rudy Zerbi           |         | Cristina      |  | corsa sospesa |
| Rudy Zerbi           | Ylenia  | riconfermata  |  |               |
|                      |         |               |  |               |
| Garrison Rochelle    |         | Martina       |  | corsa sospesa |
| Garrison Rochelle    | Lorella | riconfermata  |  |               |
|                      |         |               |  |               |
| Mara Maionchi        |         | Nicola        |  | riconfermato  |
| Mara Maionchi        | Angela  | riconfermata  |  |               |
|                      |         |               |  |               |
| Alessandra Celentano |         | Nicole        |  | corsa sospesa |
| Alessandra Celentano | Etienne | corsa sospesa |  |               |
|                      |         |               |  |               |
| Grazia Di Michele    |         | Greta         |  | corsa sospesa |
| Grazia Di Michele    | Irene   | riconfermata  |  |               |

### Settimana 2
Durante la puntata di sabato 19 gennaio 2013, gli allievi giudicati non idonei nel corso della settimana, ricevono il giudizio definitivo dei professori. In ordine:
Come già anticipato nella puntata precedente, è il momento dell'assegnazione del 27° banco di Amici, il banco-Fanta: dopo una settimana, il pubblico ha deciso che il nuovo allievo è il ballerino, di 20 anni, Pasquale di Nuzzo.
Nel corso della settimana, alcuni allievi sono stati valutati dai seguenti professori di canto e di ballo:
Durante il pomeridiano di venerdì 25 gennaio 2013 si è svolta la sfida di Etienne:
| Professore           |        | Candidato                                                                               |                                            | Prove |  | Risultato    |
| -------------------- | ------ | --------------------------------------------------------------------------------------- | ------------------------------------------ | --- |  | ------------ |
|                      |        |                                                                                         |                                            | |  |              |
| Grazia Di Michele    |        | Greta Manuzi                                                                            |                                            | Video Games di Lana Del Rey VS Irene Nobody's wife di Anouk Angel di Sarah McLachlan Nessun dolore di Giorgia Oggi sono io di Alex Britti Try di Pink Come foglie di Malika Ayane |  | riconfermata |
|                      |        |                                                                                         |                                            | |  |              |
| Alessandra Celentano |        | Etienne                                                                                 |                                            | classico e moderno alternato VS Nicolò improvvisazione |  | in sfida     |
| Alessandra Celentano | Nicole | coreografia Beyoncé confronto hip hop VS Antonio confronto hip hop VS Leonardo Only one | riconfermata (Grazie a Garrison e Cannito) | |  |              |
|                      |        |                                                                                         |                                            | |  |              |
| Rudy Zerbi           |        | Cristina                                                                                |                                            | confronto VS Ylenia |  | in sfida     |
|                      |        |                                                                                         |                                            | |  |              |
| Garrison Rochelle    |        | Martina                                                                                 |                                            | confronto VS Lorella |  | riconfermata |

| PROVA                               | ETIENNE                             | ROCCO                               |
| Commissario esterno: Marco Garofalo | Commissario esterno: Marco Garofalo | Commissario esterno: Marco Garofalo |
| ----------------------------------- | ----------------------------------- | ----------------------------------- |
| I                                   | Cavallo di battaglia                | Cavallo di battaglia                |
| II                                  | Cavallo di battaglia                | Cavallo di battaglia                |
| III                                 | Improvvisazione                     | Improvvisazione                     |
| VITTORIA                            | ETIENNE                             | ROCCO                               |

| Professore           |        | Candidato                              |  | Risultato     |
| -------------------- | ------ | -------------------------------------- |  | ------------- |
|                      |        |                                        |  |               |
| Rudy Zerbi           |        | Costanzo                               |  | corsa sospesa |
|                      |        |                                        |  |               |
| Alessandra Celentano |        | Lorella                                |  | riconfermata  |
| Alessandra Celentano | Nicole | corsa sospesa                          |  |               |
|                      |        |                                        |  |               |
| Grazia Di Michele    |        | Giosuè Davide Sacha Ruben Greta Manuzi |  | riconfermati  |
| Grazia Di Michele    | Nicola | corsa sospesa                          |  |               |

### Settimana 3
Durante la puntata di sabato 26 gennaio 2013, gli allievi giudicati non idonei nel corso della settimana, ricevono il giudizio definitivo dei professori. In ordine:
Inoltre, durante la medesima puntata, si è svolta la sfida di Cristina:
Nel corso della settimana, alcuni allievi sono stati valutati dai seguenti professori di canto e di ballo:
| Professore           |  | Candidato |  | Prove |  | Risultato                        |
| -------------------- |  | --------- |  | --- |  | -------------------------------- |
|                      |  |           |  | |  |                                  |
| Grazia Di Michele    |  | Nicola    |  | Pezzi di vetro di Francesco de Gregori VS Ruben Raccontami... di Francesco Renga VS Ruben con "Do ya think I'm sexy?" |  | eliminato                        |
|                      |  |           |  | |  |                                  |
| Alessandra Celentano |  | Nicole    |  | coreografia sulle note di Madonna, Britney Spears e Rihanna                                                           |  | riconfermata (Grazie a Garrison) |
|                      |  |           |  | |  |                                  |
| Rudy Zerbi           |  | Costanzo  |  | I don't wanna miss a thing degli Aerosmith Vivimi di Laura Pausini VS Marika                                          |  | in sfida                         |

| PROVA                                | CRISTINA                             | MARGHERITA                           |
| Commissario esterno: Alfredo Cerruti | Commissario esterno: Alfredo Cerruti | Commissario esterno: Alfredo Cerruti |
| ------------------------------------ | ------------------------------------ | ------------------------------------ |
| I                                    | Cavallo di battaglia                 | Cavallo di battaglia                 |
| II                                   | I just want to make love to you      | Eye in the sky                       |
| III                                  | La prima cosa bella                  | 50mila                               |
| VITTORIA                             | CRISTINA                             | MARGHERITA                           |

| Professore                                 |          | Candidato        |  | Risultato     |
| ------------------------------------------ | -------- | ---------------- |  | ------------- |
|                                            |          |                  |  |               |
| Rudy Zerbi Mara Maionchi Grazia Di Michele |          | Davide Sacha     |  | eliminato     |
|                                            |          |                  |  |               |
| Garrison Rochelle                          |          | Lorella Pasquale |  | riconfermati  |
| Garrison Rochelle                          | Leonardo | corsa sospesa    |  |               |
|                                            |          |                  |  |               |
| Rudy Zerbi                                 |          | Marika Ylenia    |  | corsa sospesa |
|                                            |          |                  |  |               |
| Mara Maionchi                              |          | Emanuele         |  | riconfermato  |

### Settimana 4
Durante la puntata di sabato 2 febbraio 2013, si è svolta la sfida di Costanzo:
Si prosegue con l'esame, chiesto da Alessandra Celentano, per la ballerina Nicole. Questo consiste in un confronto con una ballerina, ritenuta talentuosa, in diversi stili dell'hip-hop, Flaminia.
Non avendo superato l'esame,  Nicole ha dovuto abbandonare la scuola.
Inoltre, nella medesima puntata, gli allievi giudicati non idonei nel corso della settimana, ricevono il giudizio definitivo dei professori. In ordine:
Nel corso della settimana, alcuni allievi sono stati valutati dai seguenti professori di canto e di ballo:
La produzione ha deciso che Giacomo ha dovuto abbandonare la scuola a causa del suo prolungato infortunio.
| Professore        |  | Candidato |  | Prove |  | Risultato    |
| ----------------- |  | --------- |  | --- |  | ------------ |
|                   |  |           |  | |  |              |
| Rudy Zerbi        |  | Ylenia    |  | Total eclipse of my heart di Bonnie Tyler Quando nasce un amore di Anna Oxa Run, baby, run di Sheryl Crow Tu mi porti su di Giorgia Nothing compares to you di Sinead O'Connor Nessun dolore di Lucio Battisti |  | riconfermata |
|                   |  |           |  | |  |              |
| Garrison Rochelle |  | Leonardo  |  | confronto VS Pasquale |  | in sfida     |

| PROVA                                | COSTANZO                             | DARIO                                |
| Commissario esterno: Gabriele Parisi | Commissario esterno: Gabriele Parisi | Commissario esterno: Gabriele Parisi |
| ------------------------------------ | ------------------------------------ | ------------------------------------ |
| I                                    | Cavallo di battaglia                 | Cavallo di battaglia                 |
| II                                   | The final countdown                  | The final countdown                  |
| III                                  | Vieni da me de                       | Just feel better                     |
| IX                                   | My sharona                           | My sharona                           |
| VITTORIA                             | COSTANZO                             | DARIO                                |

| Professore        |              | Candidato                |  | Risultato    |
| ----------------- | ------------ | ------------------------ |  | ------------ |
|                   |              |                          |  |              |
| Grazia Di Michele |              | Ruben Angela Verdiana    |  | riconfermati |
| Grazia Di Michele | Giosuè Irene | corsa sospesa            |  |              |
|                   |              |                          |  |              |
| Mara Maionchi     |              | Emanuele Cristina Chiara |  | riconfermati |
|                   |              |                          |  |              |
| Garrison Rochelle |              | Marta Antonio            |  | riconfermati |

| ESAME                                                        | ESAME                                                        |
| PROVA                                                        | NICOLE                                                       |
| Commissario esterno: Sponky Love, Ilenja Rossi, Monica Ratti | Commissario esterno: Sponky Love, Ilenja Rossi, Monica Ratti |
| ------------------------------------------------------------ | ------------------------------------------------------------ |
| I                                                            | Popping                                                      |
| II                                                           | Isolation                                                    |
| III                                                          | House                                                        |
| IX                                                           | Improvvisazione                                              |
| V                                                            | Love (Baldi)                                                 |
| VITTORIA                                                     | NON SUPERATO                                                 |

### Settimana 5
Durante la puntata di sabato 9 febbraio 2013, gli allievi giudicati non idonei nel corso della settimana, ricevono il giudizio definitivo dei professori.
Durante la medesima puntata, si è svolta la sfida di Leonardo
Nel corso della medesima puntata, entrano a far parte della scuola Anto Minini, Anthony Donadio, Moreno Donadoni.
Nel corso della settimana, alcuni allievi sono stati valutati dai seguenti professori di canto e di ballo:
La sfida di Marika non ha luogo, poiché lei ha deciso di abbandonare la scuola per motivi personali.
| Professore        |        | Candidato                                                    |                                          | Prove                                                                                             |  | Risultato       |
| ----------------- | ------ | ------------------------------------------------------------ | ---------------------------------------- | ------------------------------------------------------------------------------------------------- |  | --------------- |
|                   |        |                                                              |                                          |                                                                                                   |  |                 |
| Grazia Di Michele |        | Irene                                                        |                                          | Se tu non torni di Miguel Bosé Beautiful that way di Noa Tu che sei parte di me di Gianna Nannini |  | sfida immediata |
| Grazia Di Michele | Giosuè | Help yourself di Tom Jones Due di Raf Iris dei Goo Goo Dolls | riconfermato (Grazie a Zerbi e Maionchi) |                                                                                                   |  |                 |
|                   |        |                                                              |                                          |                                                                                                   |  |                 |
| Rudi Zerbi        |        | Marika                                                       |                                          | Vivimi di Laura Pausini Rain on your parade di Duffy Benvenuto di Laura Pausini                   |  | in sfida        |

| PROVA                              | IRENE                              | FRANCESCO                          |
| Commissario esterno: Brando        | Commissario esterno: Brando        | Commissario esterno: Brando        |
| ---------------------------------- | ---------------------------------- | ---------------------------------- |
| I                                  | Cavallo di battaglia               | Cavallo di battaglia               |
| II                                 | Insieme a te sto bene              | One day                            |
| III                                | This is the life                   | Purple rain                        |
| VITTORIA                           | IRENE                              | FRANCESCO                          |
|                                    |                                    |                                    |
| PROVA                              | LEONARDO                           | ANTO                               |
| Commissario esterno: Mara Galeazzi |                                    |                                    |
| I                                  | Ants                               | Cavallo di battaglia               |
| II                                 | Passo a 3 Garrison "Boom boom pow" | Passo a 3 Garrison "Boom boom pow" |
| III                                | Passo a 2 Celentano "Diferente"    | Passo a 2 Celentano "Diferente"    |
| VITTORIA                           | ANTO                               | LEONARDO                           |

| Professore        |               | Candidato                |  | Risultato     |
| ----------------- | ------------- | ------------------------ |  | ------------- |
|                   |               |                          |  |               |
| Grazia Di Michele |               | Edwyn Ylenia Ruben       |  | riconfermati  |
| Grazia Di Michele | Giosuè Chiara | corsa sospesa            |  |               |
|                   |               |                          |  |               |
| Mara Maionchi     |               | Verdiana Costanzo Angela |  | riconfermati  |
|                   |               |                          |  |               |
| Luciano Cannito   |               | Lorella                  |  | corsa sospesa |

### Settimana 6
Durante la puntata di sabato 16 febbraio 2013, gli allievi giudicati non idonei nel corso della settimana, ricevono il giudizio definitivo dei professori. Nel corso della medesima puntata, entra nella scuola Amnesia.
Sono già state assegnate alcune maglie grigie solo per il canto, in quanto il numero di allievi è superiore rispetto a quelli della categoria ballo:
Mara Maionchi la assegna a Edwyn; Rudy Zerbi  a Angela e Ylenia; Grazia Di Michele a Costanzo.
Durante la settimana, gli allievi giudicati non idonei ricevono il giudizio definitivo dei professori e, sempre nel corso della settimana, altri allievi sono stati valutati dai seguenti professori di canto e di ballo:
| Professore        |        | Candidato |              | Prove                                                                                               |  | Risultato                                    |
| ----------------- | ------ | --- | ------------ | --------------------------------------------------------------------------------------------------- |  | -------------------------------------------- |
|                   |        | |              | |  |                                              |
| Grazia Di Michele |        | Chiara |              | Feeling better di Malika Ayane                                                                      |  | riconfermata                                 |
| Grazia Di Michele | Giosuè | E fuori è buio di Tiziano Ferro Wonderful Life di Zucchero Fornaciari Infinito di Raf Alone again                                                                                          | eliminato    | |  |                                              |
|                   |        | |              | |  |                                              |
| Luciano Cannito   |        | Lorella |              | Fix You                                                                                             |  | riconfermata (Grazie a Celentano e Garrison) |
| Rudi Zerbi        |        | Angela |              | Beautiful that way di Noa Snow on the Sahara di Anggun                                              |  | riconfermata                                 |
| Rudi Zerbi        | Ylenia | Come si cambia di Fiorella Mannoia Quando nasce un amore di Anna Oxa Un'estate fa di Mina Io vorrei... non vorrei... ma se vuoi... di Lucio Battisti Le tasche piene di sassi di Jovanotti | riconfermata | |  |                                              |
|                   |        | |              | |  |                                              |
| Grazia Di Michele |        | Costanzo |              | Il mio corpo che cambia dei Litfiba Sei nell'anima di Gianna Nannini Se tu non torni di Miguel Bosé |  | sfida immediata                              |
| Mara Maionchi     |        | Edwyn |              | This Is the Last Time dei Keane Il comico (sai che risate) di Cesare Cremonini                      |  | riconfermato                                 |

| PROVA                                | COSTANZO                             | ANDREA                               |
| Commissario esterno: Massimo Poggini | Commissario esterno: Massimo Poggini | Commissario esterno: Massimo Poggini |
| ------------------------------------ | ------------------------------------ | ------------------------------------ |
| I                                    | Cavallo di battaglia                 | Cavallo di battaglia                 |
| II                                   | L'italiano                           | La notte                             |
| III                                  | Living on a prayer                   | Ain't no sunshine                    |
| IV                                   | A beautiful day                      | Sweet dreams                         |
| VITTORIA                             | COSTANZO                             | ANDREA                               |

| Professore           |              | Candidato     |  | Risultato     |
| -------------------- | ------------ | ------------- |  | ------------- |
|                      |              |               |  |               |
| Alessandra Celentano |              | Pasquale      |  | corsa sospesa |
|                      |              |               |  |               |
| Grazia Di Michele    |              | Moreno        |  | in sfida      |
| Grazia Di Michele    | Greta Manuzi | corsa sospesa |  |               |

### Settimana 7
Durante la puntata di sabato 23 febbraio 2013, il giudice della sfida vinta da Costanzo durante la settimana, mette in discussione il verdetto andato in onda. Quindi, ad Andrea Di Giovanni, sfidante, viene data la possibilità di entrare nella scuola, vincendo una sfida contro tre titolari, scelti dai professori: Grazia Di Michele opta, ovviamente, per Costanzo; Rudy Zerbi, per Edwyn; Mara Maionchi, per Irene. Al momento del giudizio finale, il commissario esterno decide di premiare, per 3 a 0, Andrea: Andrea entra nella scuola.
| PROVA    | COSTANZO, IRENE ED EDWYN | COSTANZO, IRENE ED EDWYN                      | PUNTI      | PUNTI      | ANDREA     | ANDREA                      |
| -------- | ------------------------ | --------------------------------------------- | ---------- | ---------- | ---------- | --------------------------- |
| I        | Costanzo                 | Pensiero                                      | 0          | 1          | Andrea     | Hai delle isole negli occhi |
| II       | Irene                    | Walk Like an Egyptian, Tu che sei parte di me | 0          | 1          | Andrea     | Imagine, Strada facendo     |
| III      | Edwyn                    | Ho Hey, This Is the Last Time                 | 0          | 1          | Andrea     | Someone Like You, Home      |
| VITTORIA | ANDREA 3-0               | ANDREA 3-0                                    | ANDREA 3-0 | ANDREA 3-0 | ANDREA 3-0 | ANDREA 3-0                  |

Durante la medesima puntata, si svolgono gli ultimi esami di verifica e sono iniziati gli esami di sbarramento. In particolare:
| Professore           |        | Candidato                  |              | Prove |  | Risultato                       |
| -------------------- | ------ | -------------------------- | ------------ | ----- |  | ------------------------------- |
|                      |        |                            |              |       |  |                                 |
| Alessandra Celentano |        | Pasquale                   |              | -     |  | riconfermato (Grazie a Cannito) |
|                      |        |                            |              |       |  |                                 |
| Grazia Di Michele    |        | Greta Manuzi               |              | -     |  | riconfermata                    |
| Grazia Di Michele    | Moreno | free-style VS Glas VS Texi | riconfermato |       |  |                                 |

| Allievo       |                 | Esito |
| ------------- | --------------- | ----- |
| Verdiana      | SEMAFORO GIALLO |       |
| Anto          | SEMAFORO ROSSO  |       |
| Federica      | SEMAFORO ROSSO  |       |
| Andrea Attila | SEMAFORO GIALLO |       |
| Etienne       | SEMAFORO GIALLO |       |
| Greta         | SEMAFORO GIALLO |       |
| Lorella       | SEMAFORO GIALLO |       |
| Ruben         | SEMAFORO VERDE  |       |
| Ylenia        | SEMAFORO GIALLO |       |

### Settimana 8
Durante la settimana, sono continuati gli esami di sbarramento.
Inoltre, per motivi personali, Amnesia ha voluto abbandonare la scuola e Ruben ha dovuto abbandonare la scuola avendo accettato un contratto dalla Universal Music Italia.
| Allievo       |                 | Esito |
| ------------- | --------------- | ----- |
| Nicolò        | SEMAFORO VERDE  |       |
| Verdiana      | SEMAFORO VERDE  |       |
| Etienne       | SEMAFORO ROSSO  |       |
| Angela        | SEMAFORO VERDE  |       |
| Costanzo      | SEMAFORO VERDE  |       |
| Anthony       | SEMAFORO GIALLO |       |
| Antonio       | SEMAFORO GIALLO |       |
| Andrea        | SEMAFORO GIALLO |       |
| Edwyn         | SEMAFORO GIALLO |       |
| Emanuele      | SEMAFORO GIALLO |       |
| Irene         | SEMAFORO GIALLO |       |
| Lorella       | SEMAFORO GIALLO |       |
| Marta         | SEMAFORO GIALLO |       |
| Ylenia        | SEMAFORO GIALLO |       |
| Andrea Attila | SEMAFORO ROSSO  |       |
| Cristina      | SEMAFORO ROSSO  |       |

### Settimana 9
Durante la settimana, si sono svolti gli ultimi esami di sbarramento. In particolare:
| Allievo  |                 | Esito          |
| -------- | --------------- | -------------- |
| Moreno   | SEMAFORO VERDE  |                |
| Ylenia   | SEMAFORO VERDE  |                |
| Lorella  | SEMAFORO VERDE  |                |
| Marta    | SEMAFORO VERDE  |                |
| Emanuele | SEMAFORO VERDE  |                |
| Andrea   | SEMAFORO VERDE  |                |
| Anthony  | SEMAFORO VERDE  |                |
| Antonio  | SEMAFORO VERDE  |                |
| Irene    | SEMAFORO ROSSO  |                |
| Martina  | SEMAFORO ROSSO  |                |
| Chiara   | SEMAFORO GIALLO |                |
| Pasquale | SEMAFORO GIALLO |                |
| Edwyn    | SEMAFORO VERDE  |                |
| Greta    | SEMAFORO VERDE  |                |
|          |                 |                |
| Chiara   |                 | SEMAFORO VERDE |
| Pasquale | SEMAFORO VERDE  |                |

### Settimana 10
In questa puntata, si formano le squadre per il serale: ogni alunno si esibisce davanti ai due coach e viene scelto da uno o entrambi i direttori artistici; in quest'ultimo caso è l'alunno a scegliere di quale squadra far parte. Torna, a tal proposito, una scissione storica: bianchi vs. blu. Durante la diretta, viene mostrato un filmato che accoglie alcuni artisti che duetteranno con i ragazzi. Ad ogni squadra, vengono assegnati tre professori, scelti dalla produzione, che attuano il loro operato a partire dal trasferimento nelle casette da parte dei ragazzi. Luca Zanforlin si trasferisce in Spagna per lavoro.
| Squadra Bianca                                                                     | Squadra Bianca                                                                     |                     | Squadra Blu                                                                | Squadra Blu                                                                |
| Direttore Artistico                                                                | Direttore Artistico                                                                | Direttore Artistico | Direttore Artistico                                                        | Direttore Artistico                                                        |
| ---------------------------------------------------------------------------------- | ---------------------------------------------------------------------------------- | ------------------- | -------------------------------------------------------------------------- | -------------------------------------------------------------------------- |
| - Emma Marrone                                                                     | - Emma Marrone                                                                     |                     | - Miguel Bosé - Eleonora Abbagnato (coadiuvati da Nesli)                   | - Miguel Bosé - Eleonora Abbagnato (coadiuvati da Nesli)                   |
| Professori                                                                         |                                                                                    |                     |                                                                            |                                                                            |
| - Grazia Di Michele (canto) - Alessandra Celentano (ballo) - Mara Maionchi (canto) | - Grazia Di Michele (canto) - Alessandra Celentano (ballo) - Mara Maionchi (canto) |                     | - Luciano Cannito (ballo) - Garrison Rochelle (ballo) - Rudy Zerbi (canto) | - Luciano Cannito (ballo) - Garrison Rochelle (ballo) - Rudy Zerbi (canto) |
| Concorrenti                                                                        |                                                                                    |                     |                                                                            |                                                                            |
| Nome                                                                               | Disciplina                                                                         |                     | Nome                                                                       | Disciplina                                                                 |
| Moreno Donadoni                                                                    | rap                                                                                | Verdiana Zangaro    | canto                                                                      |                                                                            |
| Greta Manuzi                                                                       | canto                                                                              | Nicolò Noto         | ballo                                                                      |                                                                            |
| Pasquale Di Nuzzo                                                                  | ballo                                                                              | Ylenia Morganti     | canto                                                                      |                                                                            |
| Lorella Boccia                                                                     | ballo                                                                              | Edwyn Roberts       | cantautorato                                                               |                                                                            |
| Emanuele Corvaglia                                                                 | cantautorato                                                                       | Antonio Parisi      | break                                                                      |                                                                            |
| Angela Semerano                                                                    | canto                                                                              | Marta Marino        | ballo                                                                      |                                                                            |
| Antonio Anthony Donadio                                                            | break                                                                              | Costanzo Del Pinto  | canto                                                                      |                                                                            |
| Chiara Provvidenza                                                                 | canto                                                                              | Andrea Di Giovanni  | canto                                                                      |                                                                            |

## Ascolti

### Amici- Provini
| Puntata | Messa in onda    | Telespettatori | Share  |
| ------- | ---------------- | -------------- | ------ |
| 1       | 24 novembre 2012 | 3 098 000      | 19,77% |
| 2       | 1º dicembre 2012 | 3 383 000      | 20,49% |
| 3       | 8 dicembre 2012  | 3 141 000      | 19,05% |
| 4       | 15 dicembre 2012 | 3 293 000      | 19,91% |
| 5       | 22 dicembre 2012 | 2 436 000      | 14,51% |
| Media   | Media            | 3 070 200      | 18,75% |

### Amici- Speciali del sabato
| Puntata | Messa in onda    | Telespettatori | Share  |
| ------- | ---------------- | -------------- | ------ |
| 1       | 12 gennaio 2013  | 3 581 000      | 20,64% |
| 2       | 19 gennaio 2013  | 3 536 000      | 19,63% |
| 3       | 26 gennaio 2013  | 3 494 000      | 20,70% |
| 4       | 2 febbraio 2013  | 3 810 000      | 20,77% |
| 5       | 9 febbraio 2013  | 3 773 000      | 21,12% |
| 6       | 16 febbraio 2013 | 3 554 000      | 20,44% |
| 7       | 23 febbraio 2013 | 3 698 000      | 19,60% |
| 8       | 2 marzo 2013     | 3 555 000      | 20,36% |
| 9       | 9 marzo 2013     | 3 875 000      | 22,24% |
| 10      | 16 marzo 2013    | 3 868 000      | 22,34% |
| Media   | Media            | 3 674 000      | 20,78% |